# Victrix armaments

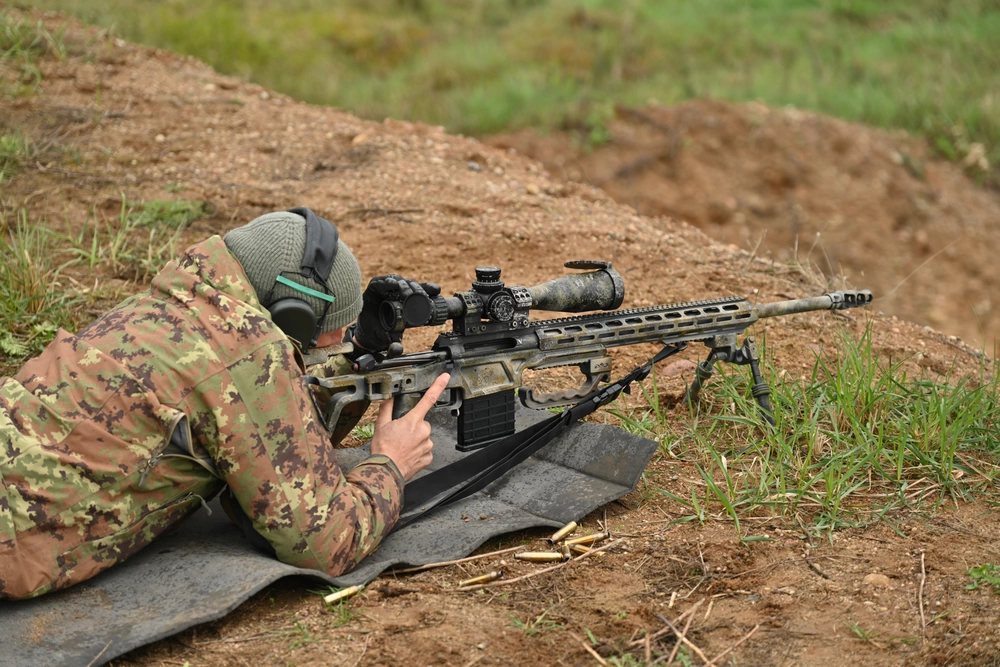
Un operatore delle Forze Speciali italiane utilizza un Victrix Pugio durante l'esercitazione Alpine Sniper Course 2021

I Victrix Armaments sono dei fucili di precisione sviluppati e prodotti dall'omonima azienda italiana di Bergamo.
I fucili Victrix nascono per l'uso professionale e per le competizioni di tiro tattico ed a lunga distanza. I nomi dei modelli, generalmente ispirati dalle armi impiegate dall'Antica Roma, variano in base ai calibri proposti, il cui ampio assortimento prevede quasi tutti i più performanti calibri moderni. Tutti i fucili utilizzano azione proprietaria con otturatore a tre o a sei tenoni.
Per ridurre il rinculo percepito e migliorare la stabilità dell'arma, tutti i modelli sono equipaggiati di serie con un compensatore. Una lunga slitta Picatinny è installata superiormente a tutti i modelli, il che consente l'installazione di apparati ottici di vario genere, anche unitamente a sistemi per la visione notturna.
Presso la fiera DSeI 2017 di Londra è stato presentato l'ultimo modello in cal. .50 BMG, il "Corvo", la prima arma in .50 Bmg acquistabile e detenibile dagli appassionati italiani da settembre 2024.
Nel 2020 l'azienda bergamasca ha iniziato la produzione e commercializzazione di nuovi modelli dedicati a diverse discipline di tiro sportivo.
Nel 2023 Victrix ha lanciato sul mercato una nuova gamma di armi in calibro .22lr, denominata "Small Bore". Grazie a questa aggiunta al portafoglio prodotti, Victrix è l'unico produttore che attualmente progetta e realizza internamente armi che partono dal calibro .22lr fino ad arrivare al .50 BMG.

## Caratteristiche
La maggior parte dei fucili Victrix condivide alcuni aspetti tecnici fondamentali che differenziano le dall'offerta della concorrenza:
- calciatura in lega leggera 6082 e 7075, finita tramite anodizzazione dura, con calciolo pieghevole sul lato e completamente regolabile, guardamano con predisposizione per l'aggiunta di slitte Picatinny ad ore 3, 6 e 9 tramite interfaccia M-Lok;
- canna bottonata Match grade in acciaio inossidabile;
- otturatore e Azione in Acciaio Aisi 630, con coating superficiale PVD con durezza superficiale di 1700 Vickers;
- possibilità di utilizzare un maniglione di trasporto amovibile con aggancio Picatinny. Dotato di attacco "QD" per cinghia tattica, gancio per tiro in sospensione da una corda, predisposizione per l'installazione di un treppiede.

## Prestazioni
I fucili Victrix, indipendentemente dal calibro, garantiscono una precisione di 1/2 MOA a 100 metri.

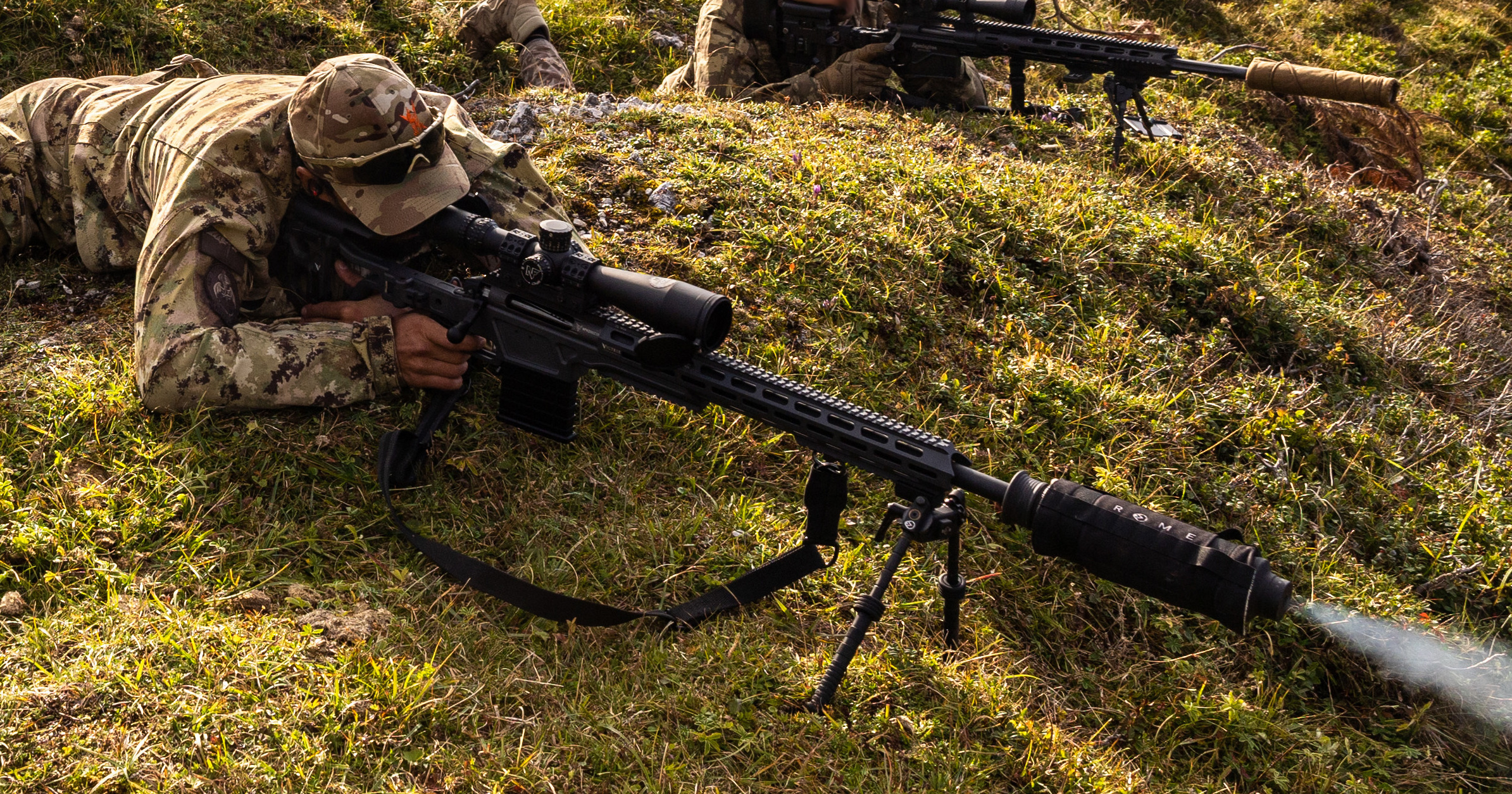
Victrix Scorpio

## Modelli principali
- Pugio: versione compatta con canna da 16", disponibile solo in calibro .308 Winchester;
- Gladio: variante in 6,5mm Creedmoor, .260 Remington e .308 Winchester[6];
- Scorpio: variante in .300 Norma Magnum, .300 Winchester Magnum, .338 Lapua Magnum;
- Tormento: variante per il Tiro ad Estrema Lunga Distanza, in .375 CT e .408 CT;
- Corvo: variante Antimateriale in .50 Bmg.

## Acquisizione del Marchio da parte di Fabbrica d'Armi Pietro Beretta S.p.A. e riacquisizione della società
Negli ultimi mesi del 2016, Fabbrica d'Armi Pietro Beretta ha acquisito da Rottigni Officina Meccanica il marchio Victrix, per completare l'offerta di fucili di precisione offerti dalla ditta bresciana. Negli ultimi mesi del 2019, Rottigni ha riacquistato il marchio e con esso i diritti di distribuzione a livello globale per il mercato civile. Ad aprile 2024, la Victrix Armaments ha annunciato di aver riacquisito le quote societarie ancora in possesso della Beretta Holding, insieme alla possibilità di commerciare in maniera indipendente le proprie armi anche nel settore militare.

## Utilizzatori principali
I fucili Victrix sono attualmente impiegati dalle Forze Speciali Italiane e dal NOCS; sono inoltre stati scelti dalle forze armate indiane, come parte di un recente progetto di ammodernamento del proprio arsenale.
Inoltre, è stato documento l'utilizzo di fucili Scorpio in cal. .338 Lapua Magnum da parte di tiratori scelti ucraini, nel corso del conflitto russo-ucraino.